# کوسه سیاه دم‌سرخ
کوسه سیاه دم‌سرخ (نام علمی: Epalzeorhynchos bicolor) نام یک گونه از تیره کپورماهیان است.